# Nauru op de Gemenebestspelen

Vlag van Nauru

Nauru is een eilandstaat die deelneemt aan de Gemenebestspelen. Sinds 1990 heeft Nauru aan elke editie deelgenomen. In totaal over deze negen edities behaalde Nauru 31 medailles, een enorm aantal voor een land van 21 km² en amper 9000 inwoners.

## Medailles
| Nauru op de Gemenebestspelen | Nauru op de Gemenebestspelen | Nauru op de Gemenebestspelen | Nauru op de Gemenebestspelen | Nauru op de Gemenebestspelen | Nauru op de Gemenebestspelen |
| ---------------------------- | ---------------------------- | ---------------------------- | ---------------------------- | ---------------------------- | ---------------------------- |
| Jaar                         | Goud                         | Zilver                       | Brons                        | Totaal                       | Rang                         |
| 1990                         | 1                            | 2                            | -                            | 3                            | 14                           |
| 1994                         | 3                            | -                            | -                            | 3                            | 11                           |
| 1998                         | 3                            | -                            | -                            | 3                            | 12                           |
| 2002                         | 2                            | 5                            | 8                            | 15                           | 16                           |
| 2006                         | -                            | 1                            | 1                            | 2                            | 27                           |
| 2010                         | 1                            | 1                            | -                            | 2                            | 21                           |
| 2014                         | -                            | 1                            | -                            | 1                            | 29                           |
| 2018                         | -                            | 1                            | -                            | 1                            | 34                           |
| 2022                         | -                            | -                            | 1                            | 1                            | 40                           |